# Temporada de Fórmula 3000 de 1999
A temporada de Fórmula 3000 de 1999 foi a décima-quinta da história da categoria. Teve como campeão o alemão Nick Heidfeld, da West Competition (cujo layout de seus carros era idêntico ao usado pela McLaren no mesmo ano).
O campeonato foi realizado entre 1 de maio e 25 de setembro de 1999, sendo realizadas dez etapas, iniciando em Imola e se encerrando em Nürburgring .

## Equipes e pilotos
| Equipe                             | Carro # | Piloto               | Corridas disputadas |
| ---------------------------------- | ------- | -------------------- | ------------------- |
| Super Nova Racing                  | 1       | Ricardo Maurício     | 1-3                 |
| Super Nova Racing                  | 1       | David Saelens        | 4-10                |
| Super Nova Racing                  | 2       | Jason Watt           | Todas               |
| West Competition                   | 3       | Nick Heidfeld        | Todas               |
| West Competition                   | 4       | Mário Haberfeld      | Todas               |
| Den Blå Avis Petrobras Junior Team | 5       | Max Wilson           | 1-8, 10             |
| Den Blå Avis Petrobras Junior Team | 5       | Marcelo Battistuzzi  | 9                   |
| Den Blå Avis Petrobras Junior Team | 6       | Bruno Junqueira      | Todas               |
| Team Astromega                     | 7       | Justin Wilson        | Todas               |
| Team Astromega                     | 8       | Gonzalo Rodríguez    | 1-9                 |
| Gauloises Junior                   | 9       | André Couto          | Todas               |
| Gauloises Junior                   | 10      | Stéphane Sarrazin    | Todas               |
| Durango                            | 11      | Paolo Ruberti        | Todas               |
| Durango                            | 12      | Wolf Henzler         | 1-7                 |
| Durango                            | 12      | Nicolás Filiberti    | 8                   |
| Durango                            | 12      | Giovanni Montanari   | 9-10                |
| Lukoil Arden                       | 15      | Viktor Maslov        | Todas               |
| Lukoil Arden                       | 16      | Marc Goossens        | Todas               |
| European Edenbridge Racing         | 17      | Oliver Gavin         | Todas               |
| European Edenbridge Racing         | 18      | Jamie Davies         | Todas               |
| DAMS                               | 19      | Franck Montagny      | Todas               |
| DAMS                               | 20      | David Terrien        | Todas               |
| Cica Team Oreca                    | 23      | Grégoire de Galzain  | 1-4                 |
| Cica Team Oreca                    | 23      | Alex Müller          | 5-8                 |
| Cica Team Oreca                    | 23      | Steve Hiesse         | 9                   |
| Cica Team Oreca                    | 23      | Romain Dumas         | 10                  |
| Cica Team Oreca                    | 24      | Soheil Ayari         | Todas               |
| Coloni Motorsport                  | 25      | Polo Villaamil       | Todas               |
| Coloni Motorsport                  | 26      | Norman Simon         | 1-7                 |
| Coloni Motorsport                  | 26      | Marcelo Battistuzzi  | 8                   |
| Coloni Motorsport                  | 26      | Dino Morelli         | 9-10                |
| Nordic Racing                      | 27      | Sascha Bert          | 1-3                 |
| Nordic Racing                      | 27      | Arnd Meier           | 4-10                |
| Nordic Racing                      | 28      | Kevin McGarrity      | Todas               |
| Draco Engineering                  | 29      | Fabrice Walfisch     | Todas               |
| Draco Engineering                  | 30      | Olivier Martini      | 1-9                 |
| Draco Engineering                  | 30      | Cyrille Sauvage      | 10                  |
| GP Racing                          | 31      | Giovanni Montanari   | 1-4                 |
| GP Racing                          | 31      | Gastón Mazzacane     | 5                   |
| GP Racing                          | 31      | Laurent Delahaye     | 6-10                |
| GP Racing                          | 32      | Fabrizio Gollin      | Todas               |
| Fortec Motorsport                  | 35      | Norberto Fontana     | Todas               |
| Fortec Motorsport                  | 36      | Andrej Pavicevic     | Todas               |
| Monaco Motorsport                  | 37      | Thomas Biagi         | 1-5                 |
| Monaco Motorsport                  | 37      | Alex Yoong           | 6-10                |
| Monaco Motorsport                  | 38      | Brian Smith          | 1-4                 |
| Monaco Motorsport                  | 38      | Cyrille Sauvage      | 5-8                 |
| Monaco Motorsport                  | 38      | Marco Apicella       | 9                   |
| Monaco Motorsport                  | 38      | Marcelo Battistuzzi  | 10                  |
| Red Bull Junior/RSM Marko          | 39      | Enrique Bernoldi     | Todas               |
| Red Bull Junior/RSM Marko          | 40      | Markus Friesacher    | 1-3                 |
| Red Bull Junior/RSM Marko          | 40      | Ricardo Mauricio     | 4-10                |
| Portman-Arrows                     | 41      | Boris Derichbourg    | 1-3                 |
| Portman-Arrows                     | 42      | Marcelo Battistuzzi  | 1-3                 |
| WRT Fina                           | 43      | Tomáš Enge           | Todas               |
| WRT Fina                           | 44      | David Saelens        | 1-3                 |
| WRT Fina                           | 44      | Andrea Boldrini      | 4-8                 |
| WRT Fina                           | 44      | Norman Simon         | 9-10                |
| Witmeur KTR                        | 45      | Bas Leinders         | Todas               |
| Witmeur KTR                        | 46      | Jeffrey van Hooydonk | Todas               |
| Kid Jensen Racing                  | 47      | Nicolas Minassian    | Todas               |
| Kid Jensen Racing                  | 48      | Andrea Piccini       | Todas               |

## Corridas
| Corrida | Pista             | País        | Dia da corrida         | Voltas | Distância        | Tempo       | Velocidade média | Piloto vencedor   | Pole Position     | Volta mais rápida |
| ------- | ----------------- | ----------- | ---------------------- | ------ | ---------------- | ----------- | ---------------- | ----------------- | ----------------- | ----------------- |
| 1       | Imola             | Itália      | 1 de maio de 1999      | 42     | 4.93=207.06 km   | 1.11:29.942 | 173.584 km/h     | Nick Heidfeld     | Max Wilson        | Nick Heidfeld     |
| 2       | Monaco            | Mónaco      | 15 de maio de 1999     | 50     | 3.367=168.35 km  | 1'18:22.018 | 128.693 km/h     | Gonzalo Rodríguez | Nick Heidfeld     | Stéphane Sarrazin |
| 3       | Montmeló          | Espanha     | 29 de maio de 1999     | 44     | 4.728=208.032 km | 1'13:16.982 | 170.982 km/h     | Nick Heidfeld     | Nick Heidfeld     | Nick Heidfeld     |
| 4       | Magny-Cours       | França      | 26 de junho de 1999    | 49     | 4.25=208.25 km   | 1'25:56.738 | 145.252 km/h     | Nick Heidfeld     | Bruno Junqueira   | Soheil Ayari      |
| 5       | Silverstone       | Reino Unido | 10 de julho de 1999    | 40     | 5.14=205.60 km   | 1'07:48.722 | 181.622 km/h     | Nicolas Minassian | Nicolas Minassian | Nick Heidfeld     |
| 6       | Spielberg         | Áustria     | 24 de julho de 1999    | 48     | 4.319=207.312 km | 1'07:50.994 | 183.327 km/h     | Nick Heidfeld     | Nick Heidfeld     | Nick Heidfeld     |
| 7       | Hockenheim        | Alemanha    | 31 de julho de 1999    | 30     | 6.823=204.69 km  | 1'00:17.627 | 200.369 km/h     | Bruno Junqueira   | Max Wilson        | Gonzalo Rodríguez |
| 8       | Budapest          | Hungria     | 14 de agosto de 1999   | 52     | 3.972=206.544 km | 1'19:43.676 | 155.475 km/h     | Stéphane Sarrazin | Fabrice Walfisch  | Nick Heidfeld     |
| 9       | Spa-Francorchamps | Bélgica     | 28 de agosto de 1999   | 30     | 6.968=209.04 km  | 1'13:57.599 | 169.571 km/h     | Jason Watt        | Jason Watt        | Gonzalo Rodríguez |
| 10      | Nürburgring       | Alemanha    | 25 de setembro de 1999 | 45     | 4.556=205.02 km  | 1'09:35.500 | 176.763 km/h     | Jason Watt        | Nick Heidfeld     | Nick Heidfeld     |

## Classificação

### Pilotos
| Pos. | Pilotos              | IMO | MON | CAT | MAG | SIL | A1R | HOC | HUN | SPA | NUR | Pts |
| ---- | -------------------- | --- | --- | --- | --- | --- | --- | --- | --- | --- | --- | --- |
| 1    | Nick Heidfeld        | 1   | 7   | 1   | 1   | 3   | 1   | Ret | 2   | 4   | 2   | 59  |
| 2    | Jason Watt           | Ret | 2   | Ret | Ret | 10  | 4   | 7   | 6   | 1   | 1   | 30  |
| 3    | Gonzalo Rodríguez    | 5   | 1   | 2   | Ret | 15  | DNQ | 4   | Ret | 2   |     | 27  |
| 4    | Stéphane Sarrazin    | 4   | 14  | 5   | 5   | 7   | 6   | 3   | 1   | Ret | 17  | 22  |
| 5    | Bruno Junqueira      | Ret | 6   | 4   | Ret | 2   | DNQ | 1   | 15  | Ret | 16  | 20  |
| 6    | Nicolas Minassian    | 13  | Ret | 8   | 14  | 1   | 3   | Ret | 5   | 3   | Ret | 20  |
| 7    | Soheil Ayari         | Ret | Ret | 10  | 8   | 4   | 2   | 12  | 4   | Ret | 4   | 15  |
| 8    | Max Wilson           | Ret | 3   | Ret | Ret | Ret | Ret | 2   | Ret |     | 3   | 14  |
| 9    | David Saelens        | DNQ | DNQ | DNQ | 3   | 9   | Ret | 8   | DNQ | 5   | 5   | 8   |
| 10   | Kevin McGarrity      | 2   | DNQ | 9   | Ret | 23  | DNQ | 15  | 10  | Ret | 7   | 6   |
| 11   | Tomáš Enge           | DNQ | DNQ | 14  | 2   | 17  | 11  | Ret | 14  | 11  | Ret | 6   |
| 12   | Franck Montagny      | 10  | 9   | Ret | 7   | 6   | 12  | 6   | 3   | Ret | 9   | 6   |
| 13   | André Couto          | Ret | Ret | 3   | Ret | DNQ | 7   | Ret | Ret | 7   | DNS | 4   |
| 14   | Fabrice Walfisch     | 3   | DNQ | Ret | Ret | 13  | Ret | Ret | Ret | 16  | Ret | 4   |
| 15   | Norberto Fontana     | Ret | 5   | Ret | Ret | 5   | 8   | Ret | Ret | 14  | 10  | 4   |
| 16   | Oliver Gavin         | 12  | 4   | DNQ | DNQ | 14  | DNQ | DNQ | DNQ | 9   | 8   | 3   |
| 17   | Jeffrey van Hooydonk | Ret | 10  | 11  | 4   | 19  | DNQ | DNQ | Ret | DNQ | 12  | 3   |
| 18   | Enrique Bernoldi     | 9   | 15  | Ret | 12  | 20  | Ret | 5   | 8   | DNQ | DNQ | 2   |
| 19   | Andrea Piccini       | Ret | Ret | DNQ | 13  | 8   | 5   | DNQ | Ret | DNQ | DNQ | 2   |
| 20   | Justin Wilson        | 6   | Ret | 6   | 10  | Ret | Ret | Ret | 7   | Ret | Ret | 2   |
| 21   | Jamie Davies         | 7   | 13  | 7   | DNQ | 12  | DNQ | 9   | 12  | 12  | 6   | 1   |
| 22   | Ricardo Maurício     | 15  | Ret | Ret | DNQ | DNQ | 15  | DNQ | 9   | 6   | Ret | 1   |
| 23   | Bas Leinders         | DNQ | DNQ | Ret | 6   | 16  | Ret | Ret | Ret | DNQ | Ret | 1   |
| –    | David Terrien        | DNQ | 8   | Ret | 9   | 11  | DNQ | DNQ | DNQ | 8   | 11  | 0   |
| –    | Brian Smith          | 8   | Ret | DNQ | DNQ |     |     |     |     |     |     | 0   |
| –    | Polo Villaamil       | DNQ | DNQ | DNQ | DNQ | DNQ | 9   | DNQ | Ret | DNQ | DNQ | 0   |
| –    | Norman Simon         | Ret | DNQ | 18  | DNQ | 22  | 10  | DNQ |     | DNQ | 15  | 0   |
| –    | Oliver Martini       | DNQ | Ret | DNQ | DNQ | DNQ | 16  | 10  | DNQ | DNQ |     | 0   |
| –    | Dino Morelli         |     |     |     |     |     |     |     |     | 10  | DNQ | 0   |
| –    | Fabrizio Gollin      | DNQ | 11  | 12  | 11  | DNQ | Ret | Ret | 11  | 13  | 18  | 0   |
| –    | Marcelo Battistuzzi  | 11  | 12  | DNQ |     |     |     |     | 13  | 17  | DNQ | 0   |
| –    | Cyrille Sauvage      |     |     |     |     | DNQ | 14  | 11  | DNQ |     | 14  | 0   |
| –    | Andrej Pavicevic     | DNQ | DNQ | DNQ | DNQ | 21  | DNQ | 13  | DNQ | 15  | 13  | 0   |
| –    | Wolf Henzler         | Ret | DNQ | DNQ | Ret | DNQ | 13  | DNQ |     |     |     | 0   |
| –    | Paolo Ruberti        | 14  | Ret | Ret | 15  | Ret | DNQ | Ret | Ret | DNQ | 19  | 0   |
| –    | Mário Haberfeld      | DNQ | DNQ | Ret | Ret | 18  | Ret | 14  | DNQ | DNQ | DNQ | 0   |
| –    | Marc Goossens        | DNQ | DNQ | Ret | Ret | DNQ | Ret | Ret | DSQ | Ret | DNQ | 0   |
| –    | Boris Derichebourg   | Ret | Ret | DNQ |     |     |     |     |     |     |     | 0   |
| –    | Alex Yoong           |     |     |     |     |     | DNQ | DNQ | DNQ | Ret | Ret | 0   |
| –    | Andrea Boldrini      |     |     |     | DNQ | DNQ | Ret | DNQ | DNQ |     |     | 0   |
| –    | Laurent Delahaye     |     |     |     |     |     | DNQ | DNQ | DNQ | DNS | DNQ | 0   |
| –    | Marco Apicella       |     |     |     |     |     |     |     |     | DNQ |     | 0   |
| –    | Romain Dumas         |     |     |     |     |     |     |     |     |     | DNQ | 0   |
| –    | Nicolás Filiberti    |     |     |     |     |     |     |     | DNQ |     |     | 0   |
| –    | Steve Hiesse         |     |     |     |     |     |     |     |     | DNQ |     | 0   |
| –    | Gastón Mazzacane     |     |     |     |     | DNQ |     |     |     |     |     | 0   |
| –    | Sascha Bert          | DNQ | DNQ | DNQ |     |     |     |     |     |     |     | 0   |
| –    | Markus Friesacher    | DNQ | DNQ | DNQ |     |     |     |     |     |     |     | 0   |
| –    | Grégoire de Galzain  | DNQ | DNQ | DNQ | DNQ |     |     |     |     |     |     | 0   |
| –    | Alex Müller          |     |     |     |     | DNQ | DNQ | DNQ | DNQ |     |     | 0   |
| –    | Thomas Biagi         | DNQ | DNQ | DNQ | DNQ | DNQ |     |     |     |     |     | 0   |
| –    | Giovanni Montanari   | DNQ | DNQ | DNQ | DNQ |     |     |     |     | DNQ | DNQ | 0   |
| –    | Arnd Meier           |     |     |     | DNQ | DNQ | DNQ | DNQ | DNQ | DNQ | DNQ | 0   |
| –    | Viktor Maslov        | DNQ | DNQ | DNQ | DNQ | DNQ | DNQ | DNQ | DNQ | DNQ | DNQ | 0   |
| Pos. | Piloto               | IMO | MON | CAT | MAG | SIL | A1R | HOC | HUN | SPA | NUR | Pts |

| Cor         | Resultado          |
| ----------- | ------------------ |
| Ouro        | Vencedor           |
| Prata       | 2º lugar           |
| Bronze      | 3º lugar           |
| Verde       | Entre 4º e 6º      |
| Azul-claro  | Entre 7º e 10º     |
| Azul-escuro | Chegou ao final    |
| Roxo        | Não completou      |
| Vermelho    | Não se classificou |
| Marrom      | Aposentou          |
| Preto       | Desclassificado    |
| Branco      | Não largou         |
| Blank       | Não participou     |

| Outros        |                     |
| Negrito       | Pole position       |
| Itálico       | Volta mais rápida   |
| *             | Liderou mais voltas |
| Rookie do ano |                     |
| Rookie        |                     |

| Cor         | Resultado          |
| ----------- | ------------------ |
| Ouro        | Vencedor           |
| Prata       | 2º lugar           |
| Bronze      | 3º lugar           |
| Verde       | Entre 4º e 6º      |
| Azul-claro  | Entre 7º e 10º     |
| Azul-escuro | Chegou ao final    |
| Roxo        | Não completou      |
| Vermelho    | Não se classificou |
| Marrom      | Aposentou          |
| Preto       | Desclassificado    |
| Branco      | Não largou         |
| Blank       | Não participou     |

| Outros        |                     |
| Negrito       | Pole position       |
| Itálico       | Volta mais rápida   |
| *             | Liderou mais voltas |
| Rookie do ano |                     |
| Rookie        |                     |

### Construtores
- 1° - West Competition (59 pontos)
- 2° - Super Nova Racing (38 pontos)
- 3° - Den Blå Avis/Petrobras Junior Team (34 pontos)
- 4° - Team Astromega (29 pontos)
- 5° - Gauloises Junior (26 pontos)
- 6° - Kid Jensen Racing (22 pontos)
- 7° - Cica Team Oreca (15 pontos)
- 8° - Nordic Racing (6 pontos)
- 9° - WRT FINA Racing (6 pontos)
- 10° - DAMS (6 pontos)
- 11° - Draco (4 pontos)
- 12° - Fortec Motorsport (4 pontos)
- 13° - Witmeur Team KTR (4 pontos)
- 14° - European Edenbridge Racing (4 pontos)
- 15° - Red Bull Junior/RSM Marko (3 pontos)